# Synode sur la synodalité
La XVIe Assemblée générale ordinaire du Synode des évêques, communément appelée Synode sur la synodalité, est une réunion du Synode des évêques de l'Église catholique qui s'est terminée en octobre 2024 et a pour thème « Pour une Église synodale : communion, participation et mission ».
La date du synode, d'abord annoncée pour octobre 2022, a été changée pour octobre 2023 parce que le cadre du synode avait été élargi,. Une nouvelle prolongation a repoussé la date de clôture à octobre 2024.

## Contexte

### Les aspects collégiaux
Dès le début de son pontificat, le pape François a exprimé son désir de renforcer les aspects collégiaux de la gouvernance de l'Église, en plaidant pour une plus grande reconnaissance des dons charismatiques dans l'Église.
Le 15 septembre 2018, François approuve la nouvelle constitution apostolique Episcopalis communio (communion épiscopale),. Elle stipule que le document final du synode, s'il est approuvé par les membres avec « l'unanimité morale » et, si le pape a « accordé le pouvoir délibératif à l'assemblée du Synode », devient partie intégrante du magistère ordinaire de l'enseignement catholique « une fois qu'il a été ratifié et promulgué par lui ». Cette nouvelle constitution prévoit également que les laïcs envoient leurs contributions directement au secrétaire général du synode,.

### La synodalité
Plusieurs mois avant d'annoncer le synode, le pape François affirme que « la synodalité est un style, c'est une démarche d'ensemble, et c'est ce que le Seigneur attend de l'Église du troisième millénaire. »
Selon la Commission théologique internationale, la synodalité est « l'action de l'Esprit dans la communion au Corps du Christ et dans le cheminement missionnaire du Peuple de Dieu ». La synodalité est plus communément comprise comme un processus par lequel l'Église entreprend un discernement sur une variété de questions. Assistés par l'Esprit saint, les laïcs, les prêtres, les évêques et les religieux utilisent chacun leurs propres dons et leurs charismes pour aider l'Église à prendre des décisions.
La notion d'Église "synodale" nécessite toutefois, de par sa nature même, "une clarification théologique minutieuse", selon la Commission théologique internationale, car il s'agit d'un concept relativement nouveau.

## Préparation

### Annonce
Le 7 mars 2020, le pape François fait l'annonce du synode sur la synodalité.
Le 24 mai 2019, Nathalie Becquart est nommée, avec quatre autres femmes et un homme, consulteur au secrétariat général du Synode des évêques. C'est la première fois que des femmes sont nommées à ce poste. Le 6 février 2021, le pape François promeut Nathalie Becquart sous-secrétaire du Synode des évêques, faisant d'elle la première femme à voter au synode des évêques. Le 26 avril 2023, le pape annonce que les femmes seront autorisées à voter à la XVIe Assemblée générale ordinaire du synode des évêques, faisant ainsi de ce synode le premier synode des évêques où des femmes peuvent voter, ce qui est qualifié de "révolution" par les observateurs.
Le 8 juillet 2021, François nomme le cardinal Jean-Claude Hollerich rapporteur général du synode.
En septembre 2021, le cardinal Mario Grech, secrétaire général du synode des évêques, affirme que le synode n'est pas un parlement où l'un gagne et l'autre perd. Il affirme également qu'il n'est pas si important que cela de savoir qui a vote sur le document final, tant que les catholiques du monde entier « dialoguent, conversent, discernent ensemble dans le but de trouver un consensus » .

### Documents préparatoires
En septembre 2021, le Vatican publie un document préparatoire et un Vademecum destiné aux diocèses du monde entier pour les aider à se préparer au synode. Selon ce document :
Le but de ce synode n'est pas de produire plus de documents. Il vise plutôt à inspirer les gens à rêver de l'Église que nous sommes appelés à être, à nourrir les espoirs des personnes, à stimuler la confiance, à panser les blessures, à tisser de nouvelles et plus profondes relations, à apprendre les uns des autres, à construire des ponts, à éclairer les esprits, à réchauffer les cœurs et redonner force à nos mains pour notre mission commune.
Le texte offre des conseils aux évêques sur la manière de solliciter les avis des laïcs catholiques, ainsi que des non-catholiques et des non-chrétiens, en particulier ceux qui se trouvent en marge de la société. Il comprend un certain nombre de questions et d'incitations à la discussion, répartie en dix thèmes généraux pour promouvoir la réflexion et la collecte des avis d'une grande variété de parties prenantes. La question la plus fondamentale, selon le document, est "Comment cette 'marche ensemble', qui se déroule aujourd'hui à différents niveaux (du niveau local au niveau universel) permet-il à l'Eglise d'annoncer l'Evangile conformément à la mission qui lui a été confiée, et quelles démarches l'Esprit nous invite-t-il à faire pour grandir comme Église synodale ?". Les questions posées incluent :
- Qui notre église particulière doit-elle écouter, et comment les laïcs, en particulier les jeunes et les femmes, sont-ils écoutés ?
- Comment intégrons-nous la contribution des hommes et des femmes consacrés ?
- Quelle place y a-t-il pour la voix des minorités, des laissés-pour-compte et des exclus ?
- Identifions-nous les préjugés et les stéréotypes qui entravent notre écoute ?
- Comment écoutons-nous le contexte social et culturel dans lequel nous vivons [20] ?

Une prière utilisée lors des conciles, des synodes et d'autres rassemblements de l'Église pendant des centaines d'années, commençant avec les mots Adsumus, Sancte Spiritus (Nous nous tenons devant toi, Esprit Saint) a été adoptée pour être utilisée avant les rassemblements et les réunions liés au synode.

## Premières phases

### Phase diocésaine
Le pape François ouvre officiellement le processus synodal le 10 octobre 2021 au Vatican. La phase diocésaine se déroule d'octobre 2021 à avril 2022.
En Angleterre et au Pays de Galles, la phase diocésaine se déroule de novembre 2021 à mars 2022. Les évêques locaux notent que la participation de laïcs à un synode est « sans précédent ». Les évêques publient leur document de synthèse nationale le 22 juin 2022, rassemblant les conclusions ayant émergé de cette phase, en préparation de la prochaine phase, continentale, du processus.
Les évêques catholiques d'Irlande publient leur document de synthèse nationale en août 2022, à l'issue d'un processus similaire organisé dans les vingt-deux diocèses irlandais.

### Phase continentale
Le document de travail pour la phase continentale est publié en octobre 2022 par la secrétairie générale du synode et est dénommé « Élargis l'espace de ta tente », en référence à un verset du livre d'Isaïe : « Élargis l’espace de ta tente, déploie sans hésiter la toile de ta demeure, allonge tes cordages, renforce tes piquets ! » (Is 54,2).
La phase continentale se déroule de septembre 2022 à mars 2023. L'Assemblée synodale continentale européenne se tient à Prague du 5 au 12 février 2023. Concernant l'étape continentale nord-américaine, dix assemblées virtuelles ont lieu en décembre 2022 et janvier 2023, avec une synthèse continentale achevée au 31 mars 2023.

### Réception des premières phases parmi les catholiques
En août 2022, le cardinal Jean-Claude Hollerich, jésuite et rapporteur général du synode, évoque un « dialogue ecclésial sans précédent dans l'Histoire ». Nathalie Becquart, religieuse xavière et sous-secrétaire du Synode des évêques, évoque une mobilisation « impressionnante » à travers le monde, y compris dans les pays traversés par des crises socio-politiques aigües. Elle affirme par ailleurs que la faible mobilisation de la jeunesse, pointée du doigt en France et en Europe, n'est "pas vraie dans tous les pays". 
Les phases préparatoires ne sont pas exemptes de tensions entre les différents courants de l'Église catholique. Certains redoutent que la synodalité soit, du fait d'une plus grande place accordée aux laïcs, synonyme d'affaiblissement de l'institution ecclésiale, ou d'une dissolution de la tradition. D'autres relèvent de fortes attentes, tant au sein du clergé qu'au sein des fidèles laïcs, désireux de pouvoir participer à la vie de l'Église. La discussion prévue sur des sujets liés notamment à « l'accueil et communion avec les personnes divorcées et remariées, polygames ou LGBT+ » nourrit les craintes de voir l’Église prendre les mêmes orientations que le chemin synodal allemand qui inquiète le Vatican. Cette question suscite de vives oppositions de cardinaux, comme l'Allemand Gerhard Müller ou l’Américain Raymond Burke, dont les critiques cristallisent les oppositions au pape. Ce dernier défend une démarche avant tout spirituelle de « discernement, d'écoute et d'attention à l'autre ». Selon l'historien des religions Massimo Faggioli (en), ces critiques, parfois teintées de complotisme et provenant essentiellement d’outre-Atlantique, restent néanmoins marginales même sur le continent américain.
Témoignant d'une inquiétude palpable de ces courants vis-à-vis du processus synodal, cinq cardinaux  à la retraite (l'Allemand Walter Brandmüller, l'Américain Raymond Burke, le Mexicain Juan Sandoval Íñiguez, le Guinéen Robert Sarah et le Chinois Joseph Zen), co-signent en juillet 2023 cinq dubia (questions exprimant des doutes) au pape François. Elles abordent les sujets de l'intangibilité de la Révélation, les bénédictions d'unions homosexuelles, l'autorité du synode sur la synodalité à venir, l'ordination sacerdotale des femmes et l'importance du repentir pour la confession. La première réponse du pape du 11 juillet ne suivant pas, à leurs yeux, la pratique habituelle des réponses aux dubia, ils transmettent un courrier au pape le 21 août « pour demander une réponse par ‘oui’ ou par ‘non’ ». Affirmant être restés sans réponse depuis, et avec l'intention, selon l'historien du catholicisme Jean-Pascal Gay, « de faire monter les tensions » en amont du Synode, « en espérant bloquer les changements », les cinq cardinaux publient ces dubia le 2 octobre, soit deux jours avant l’ouverture du synode. Le Vatican rend alors publique, le jour même, la réponse « officielle et définitive » transmise et signée par le pape le 11 juillet, ne répondant pas explicitement à certaines interrogations, le but, selon le canoniste Thibault Joubert, « n'[étant] pas de trancher en avance le travail du Synode ».

## Synode des évêques
Cette phase universelle commence avec la XVIe Assemblée générale ordinaire du Synode des évêques d'octobre 2023, qui se tient au Vatican du 4 au 29 octobre et doit se poursuivre avec une seconde session plénière en octobre 2024. En juin 2023, le document de travail Instrumentum Laboris est publié, puis la liste des trois cent soixante-quatre participants est annoncée le 7 juillet.
On note par ailleurs la présence à Rome de divers groupes catholiques militants, de différentes tendances, présents dans le but de faire entendre leurs voix : ainsi, les cardinaux Burke et Sarah participent à une réunion d'opposants au Synode, organisée dans un théâtre proche de la place Saint-Pierre la veille de l'ouverture des travaux. En même temps, le réseau Nous sommes l'Église appelant à la réforme de l’Église organise un pèlerinage en septembre, ainsi que des événements à Rome durant tout le mois d’octobre.

### Ouverture des travaux
Parmi les 364 personnes conviées à l'assemblée plénière du synode, on dénombre soixante-deux cardinaux et un grand nombre d'évêques, mais également de prêtres, de diacres, d'hommes et de femmes consacrés. On compte aussi quarante-cinq laïcs, et cinquante-quatre femmes (consacrées ou laïques) qui, pour la première fois dans l'histoire de l'Église catholique, peuvent prendre part aux votes à l'occasion d'un synode. Avant le début des travaux, les participants accomplissent une retraite spirituelle de trois jours dans les environs de Rome, afin d'« entrer dans une dynamique de prière plutôt que d’assemblée parlementaire ». 
Le jeudi 5 octobre, le synode entre dans une phase de huis clos complet. Les participants sont invités à conserver une forme de « discrétion » sur les échanges qui se déroulent au sein de la salle Paul-VI, et à ne pas communiquer avec les centaines de journalistes qui couvrent l'évènement.

### Clôture du synode
Après trois ans de travaux et de concertations, le synode prend fin le 27 octobre 2024. Le document final publié en italien comprend 155 articles adoptés à la majorité des deux tiers. Décision rare, le pape François annonce qu'il ne sera pas suivi d'une exhortation apostolique écrite de sa main : « Le document contient déjà des indications très concrètes qui peuvent servir de guide pour la mission des Églises, sur les différents continents, dans des contextes différents : c’est pourquoi je le mets immédiatement à la disposition de tous. » Le document entre ainsi tel quel dans le magistère de l’Église catholique. Conformément aux thèmes abordés lors de l'assemblée plénière, il met l'accent sur l’importance de rendre l’Église plus participative, inclusive et moins cléricale ; la reconnaissance du rôle des laïcs dans la gouvernance – et notamment celui des femmes ; l’importance des relations au sein de l’Église et avec le monde, la décentralisation des décisions ecclésiales ainsi que la transparence,,.
L'article 60 du document final qui affirme qu'« il n'y a aucune raison ni aucun obstacle qui puisse empêcher les femmes d'exercer des rôles de direction dans l'Église » est celui qui a recueilli le moins de votes en sa faveur. La question du diaconat féminin, que souhaitent depuis longtemps certains fidèles, « n’est pas encore mûre » selon le pape. Une commission particulière doit rendre ses conclusions sur le sujet en juin 2025.

## Publications
- Secrétairie Générale du Synode, Élargis l'espace de ta tente : Document de travail pour l'Etape continentale, Rome, octobre 2022, 58 p. (lire en ligne)
- Secrétairie Générale du Synode, Instrumentum Laboris : Instrument de travail pour la Première session, Rome, juin 2023, 62 p. (lire en ligne)
- Secrétairie Générale du Synode, Une Eglise synodale en mission : Rapport de synthèse, Rome, 28 octobre 2023, 44 p. (lire en ligne)
- Secrétairie Générale du Synode, Vers octobre 2024, Rome, 11 décembre 2023, 4 p. (lire en ligne)
- XVIe Assemblée générale ordinaire du Synode des évêques, Pour une Église synodale : communion, participation, mission (Document final), 26 octobre 2024, 55 p. (lire en ligne)